# 武利意森林鉄道

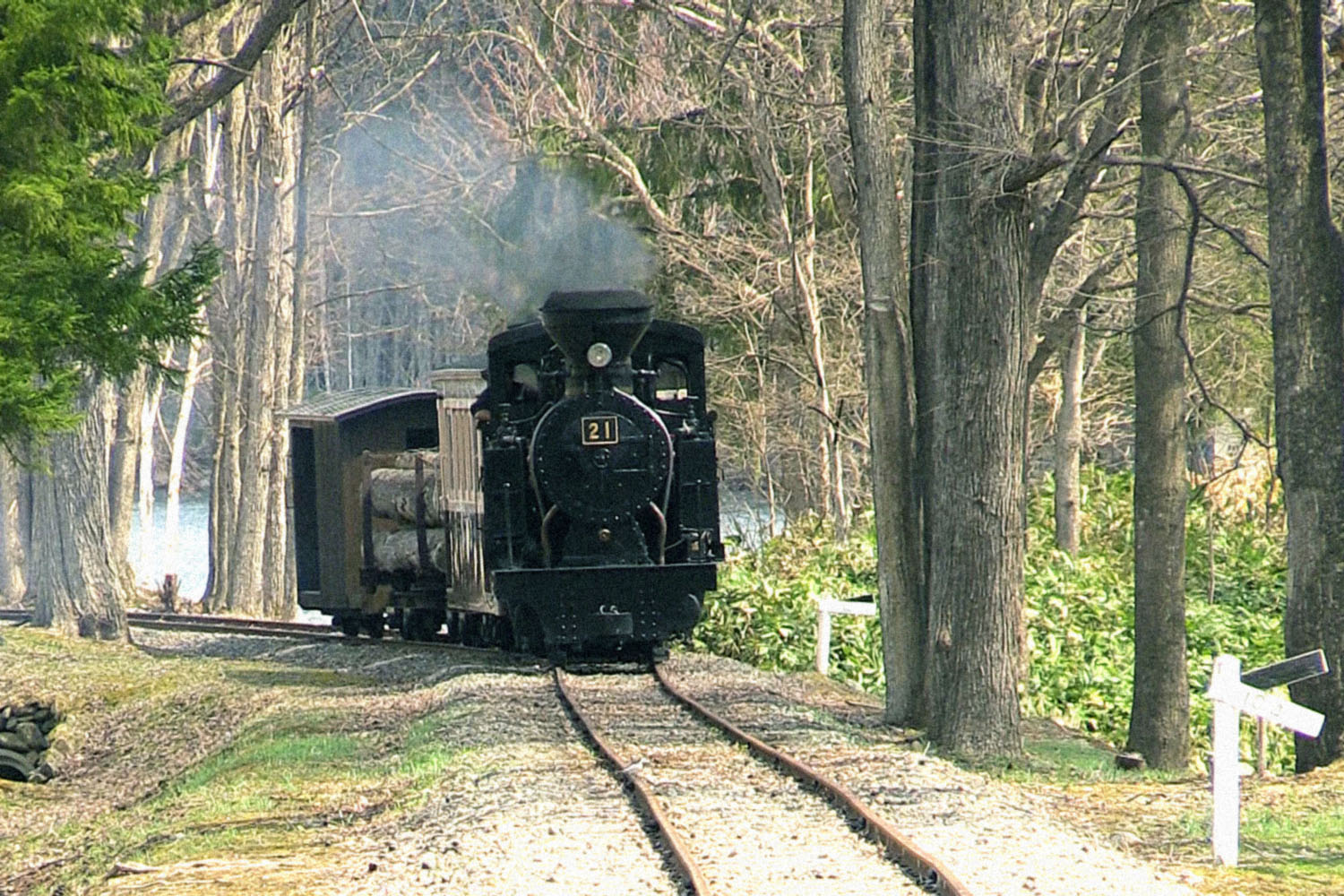
遠軽町丸瀬布上武利の「丸瀬布森林公園いこいの森」園内軌道の一部となっている旧武利意森林鉄道武利意幹線の区間。背後は北海道電力武利ダム湖（2015年撮影）

武利意森林鉄道（むりいしんりんてつどう）とは、北海道網走支庁管内の紋別郡丸瀬布町（現在の遠軽町丸瀬布）に存在した国の森林鉄道・軌道である。北海道庁拓殖部林務課、農林省林野局、農林水産省林野庁が運営した。武利森林鉄道や片仮名のムリイ森林鉄道の表記も一般的に用いられた。上丸瀬布幹線と合わせ武利意・上丸瀬布森林鉄道とも呼ばれる。

## 概要

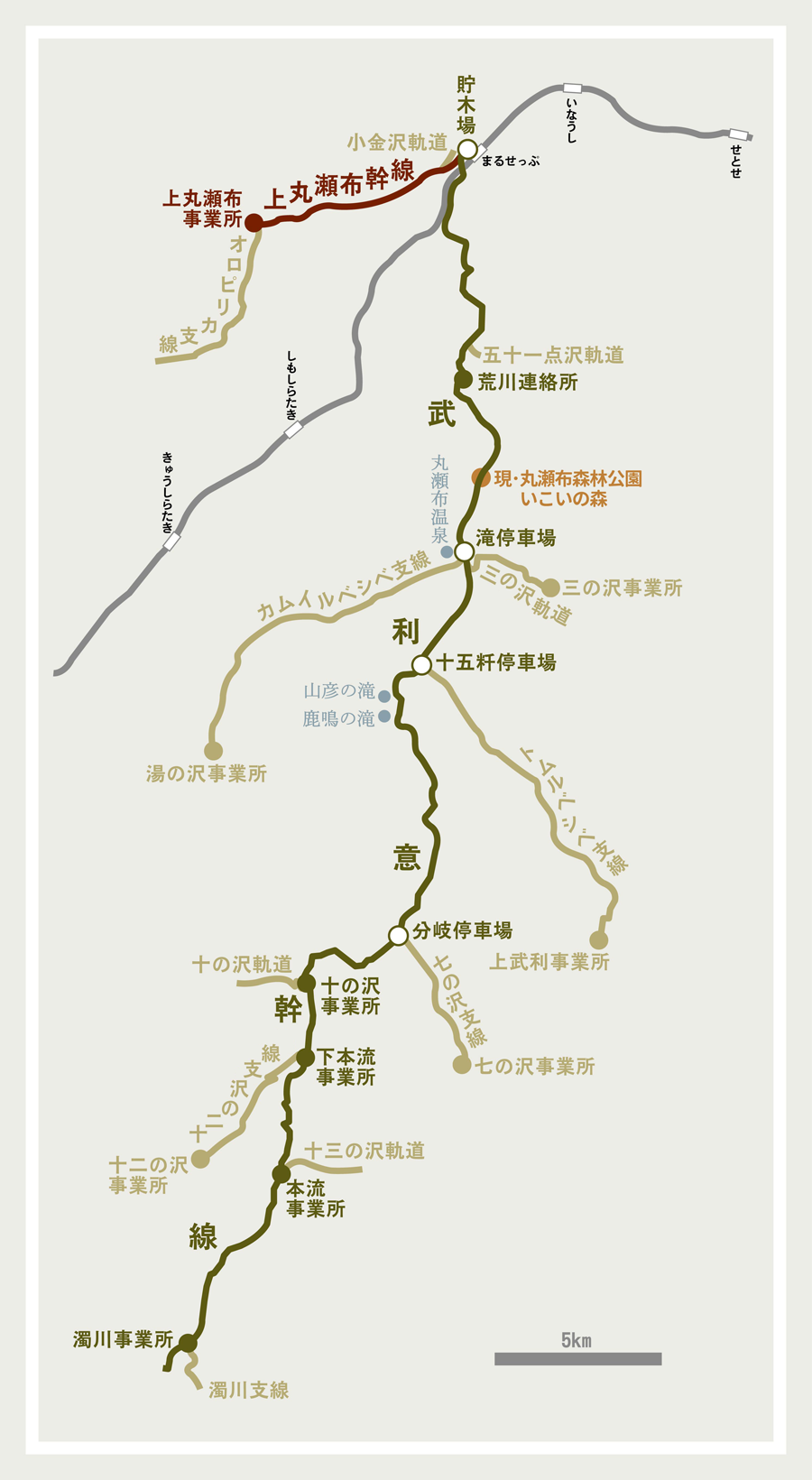
武利意・上丸瀬布森林鉄道見取図

1928年（昭和3年）に紋別郡遠軽村（当時）の武利川流域に北海道庁（拓殖部林務課）が直轄で開設した森林鉄道である。戦時中の増伐で路線網が拡大し、最盛期には総延長が80kmに達したが、戦後1950年代にトラック輸送への転換が進んだことから急速に縮小。津別森林鉄道とともに道内最後の森林鉄道として1963年（昭和38年）に廃止された。

## 歴史
1925年（大正14年）の石北線建設決定を受け、北海道庁拓殖部林務課が所管する南湧別経営区において、森林鉄道による木材の運輸事業も含めた国直営の林野事業「官行斫伐事業（かんこうしゃくばつじぎょう）」を同庁直轄で実施することになり、建設された森林鉄道である。
石北線の工事を終えた地崎組などが請負って1927年に路床工事を開始、同年中に完成した。合わせて丸瀬布貯木場の整備にも着手し、翌年度までに完成させた。軌条敷設は1928年5月に北海道庁直営で開始した。武利意幹線は森林鉄道としては初めて、当時の国鉄と同じ1mあたり22.5kg（45ポンド）、長さ9.1m（30フィート）の軌条を採用、支線は9kg（20ポンド）軌条が採用された。
当時の森林鉄道は木製橋梁が多かった中、草津鉄道（後の草軽電気鉄道）からガード6連を転用するなど、木製以外を積極的に採用した。武利意幹線、カムイルベシベ支線、トムルベシベ支線、五十一点沢軌道の計約26kmの敷設が完了し、同年7月2日に営業を開始した。
機関車の準備は若干遅れ、部品のまま東京から輸送された雨宮製作所製のワルシャトー型3台を丸瀬布貯木場で組み立て、開業から1か月が経過した8月までに19号と20号の2台が完成。19号は1929年5月6日、20号は同年6月1日から本格的な運用を開始した。18号は遅れて同年中に完成し、翌1930年6月11日から運用に就いたものの、12日間運用されたのみで落合森林鉄道（空知郡南富良野町）に配置転換された。
開業の1928年は12月10日までに38,424石を搬出。のち武利意幹線とトムルベシベ支線を延伸するなどし、1935年度に一応の完成を見た。1935年度末の路線総延長は作業用軌道を含め34.302kmで、建設・整備に要した費用は工事費44万5,493円、車両費6万0,244円、貯木場建設費7万8,485円の計58万6,368円であった。当時の運行期間は5月から12月までで、輸送量は当初6〜8万石だったが、1933年（昭和8年）以降10万石（28,000m3）を超えるようになった。1934年には運営が北海道庁直轄から同庁の遠軽営林区署に移管された。

### 増伐に伴う路線網拡大
1941年の太平洋戦争突入後、国からの要請にともなう増伐で伐採現場が拡大したことを受け、上丸瀬布幹線（上丸瀬布森林鉄道）を新たに着工するなど路線網も拡大。1945年時点では総延長は約80kmに達した。一方列車の運行可能回数は、列車交換設備などの関係で1日12往復が限度であったため、機関車を重連運用として牽引能力を2倍に引き上げ、1列車あたり運材台車（2台1組）を15〜20両連結して輸送した。
機関車は応急車を含めて12両に増備した。除雪車を配備して通年輸送を開始し、年間輸送実績は38万石（約11万m3）を記録した。乗務員不足も深刻になり、1944年には全国でも例がない女性の森林鉄道乗務員が誕生、5名が機関手、機関助手、制動手を勤めた。
戦後の内務省解散と「林政統一」に伴い、1947年、武利意森林鉄道は農林省林野局（1949年、農林水産省林野庁に改称）に新設の北見営林局丸瀬布営林署に移管された。
開通以来、入山・下山する作業員は貨車や丸太の上に乗っていたが、1951年に丸瀬布営林署製の鉄製ボギー客車1両が登場したほか、他の森林鉄道で不要となった客車2両が転配され、作業員輸送の安全を図った。伐採現場の移動や戦時増伐体制の終了により使命を終えた路線や作業用軌道の撤去が始まる一方で、武利意幹線は延長が続けられ、1953年（昭和28年）には末端の作業用軌道も含め幹線だけで延長40.32kmに達した。

### トラック輸送への転換と廃止
一方、この時期からトラック輸送も開始され、同年をピークに輸送量は減少に転じた。武利意森林鉄道では蒸気機関車をディーゼル機関車に置き換え、新たに濁川支線を開通させるなどして安定的な輸送・供給を図ったものの、丸瀬布営林署は1962年（昭和37年）7月、最後まで残った武利意幹線を休止して木材輸送をトラックに全面的に切り替えた。
同年中にすべてのディーゼル機関車すべてが廃車され、道内最後の森林鉄道として、同じ北見営林局管内の津別森林鉄道（網走郡津別町）と同時に1963年3月末で用途廃止された。
輸送実績は35年間で500万石（約137万4千m3）であった。1963年5月20日に丸瀬布、津別の両営林署および北見営林局において、森林鉄道輸送終了記念式（閉鉄式）が行われた。

## 路線データ
- 運営者
  - 内務省
    - 北海道庁拓殖部林務課直轄（1928年 - 1934年）
    - 北海道庁拓殖部林務課遠軽営林区署（1934年 - 1947年）

  - 農林省林野局北見営林局丸瀬布営林署（1947年 - 1949年）
  - 農林水産省林野庁北見営林局丸瀬布営林署（1949年 - 1963年）

- 路線距離（営業キロ）：最大約80 km（1945年）
  - 武利意幹線
    - 15.03 km（開通時）
    - 18.23 km（1933年）
    - 32 km（1945年）
    - 39 km（1951年）
    - 40.32 km（1953年）
    - 40.06 km（1959年）

  - 五十一点沢軌道：5 km地点より分岐
    - 0.46 km（一次）
    - 0.6 km（二次）

  - 湯の沢支線（カムイルベシベ支線）：12 km地点より分岐
    - 7.26 km（開通時）
    - 10 km（1945年）

  - 五の沢軌道 - 2.50 km：12 km地点より分岐
  - 上武利支線（トムルベシベ支線）：十五粁より分岐
    - 3.81 km（開通時）
    - 6.21 km（1934年）
    - 9.6 km（1955年）
    - 6.0 km（1960年）

  - 七の沢支線：「分岐」より分岐
    - 3.6 km（開通時）
    - 5.4 km（1960年）

  - 十の沢軌道 - 3.4 km：27 km地点より分岐
  - 十二の沢支線 - 5.6 km：28.7 km地点より分岐
  - 十三の沢軌道 - 2.84 km：32 km地点より分岐
  - 濁川支線 - 1.9 km：37.7 km地点より分岐
  - 濁川軌道 - 5.8 km：濁川支線終端より分岐
  - 上丸瀬布幹線 - 13.99 km：貯木場より分岐
  - 小金沢軌道 - 1 km：貯木場より分岐
  - オロピリカ支線 - 上丸瀬布事業所より分岐

- 軌間：762 mm

- 施設
  - 停車場（交換、入替、滞泊）：貯木場（丸瀬布駅）、滝、十五粁、分岐
  - 保線詰所（交換）：荒川沢など3箇所

## 車両
輸送は1列車あたり貨車（運材台車）20台（2台1組で計10両）編成が標準で、山での積み込みに20台、運搬に20台、貯木場卸部に20台が必要とされたことから、機関車1台につき貨車60台配備が標準とされていた。
なお、車両番号は北海道庁拓殖部林務課、あるいは1947年の林政統一後は農林省林野局で、それぞれ北海道内の各森林鉄道用をまとめ通し番号を与えていた。

### 蒸気機関車

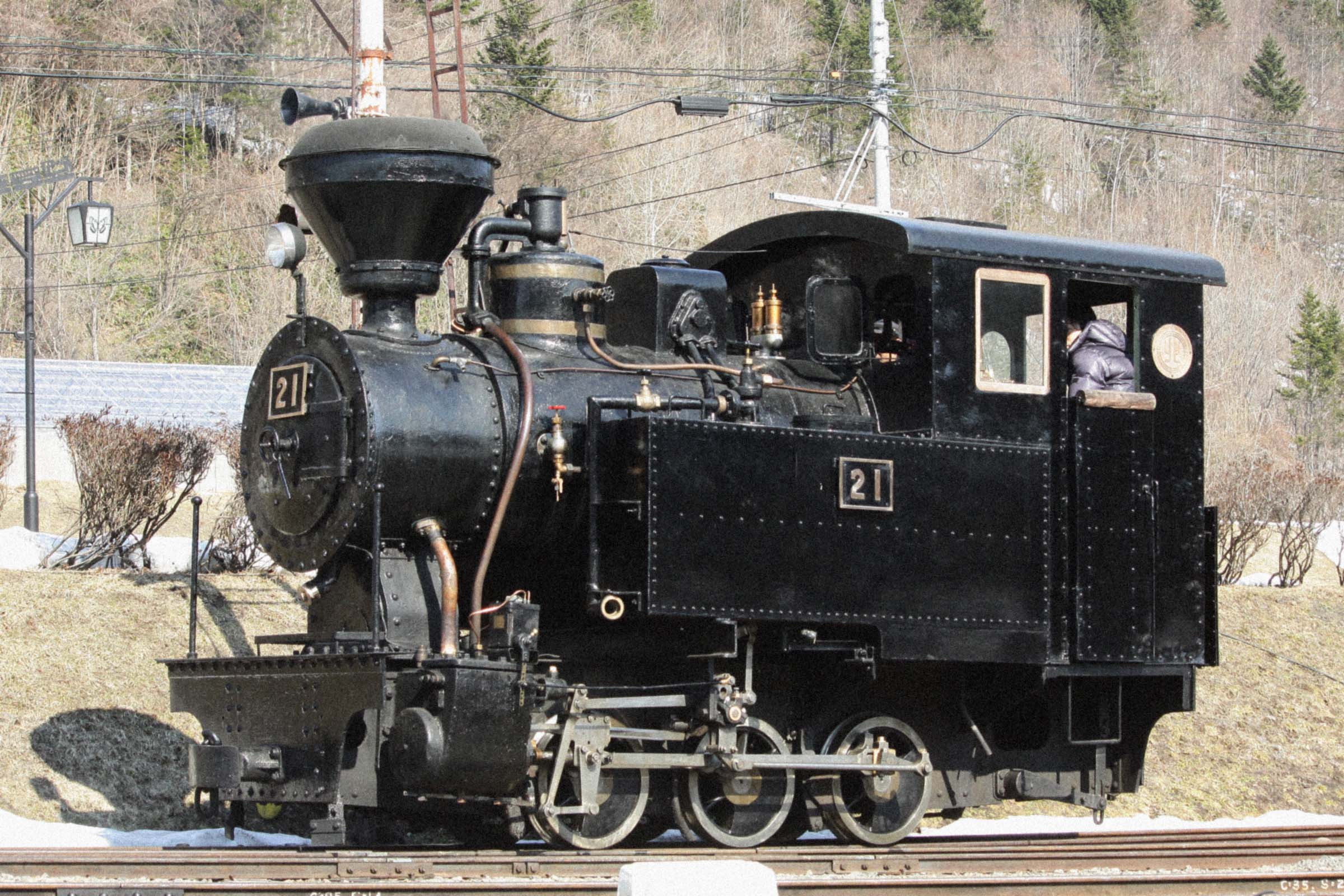
蒸気機関車21号（旧19号、丸瀬布森林公園いこいの森）

- 18 - 20号

11tC型飽和式サイド・ウェルタンク機。1928年9月、雨宮製作所（東京市深川区）製造。弁装置はワルシャート式。石炭と木材を燃料として使用可能。
- 26・30号

10tC型飽和式サイドタンク機。26号は1939年8月、30号は1940年12月、中山機械（札幌市）製造。道産品使用を奨励する北海道庁の意向で、渚滑森林鉄道へ1935年に納入された本江機械製作所製10t機をデッドコピーして製造した中山製森林鉄道用蒸気機関車の一つ。津別森林鉄道へ納入された22号の同型機で、弁装置はワルシャート式、燃料は石炭専燃。
- 36・38号

10tC型飽和式サイドタンク機。1941年5月、本江機械製作所（富山市）製造。製造番号82・84。26・30号の原型となった津別22号と同じメーカー製で、仕様や諸元が一致する。
- 49 - 51号

10tB1型飽和式リアータンク機。49・50号は1943年1月、51号は1943年2月、鉄道省釧路工機部製造。鉄道省札幌鉄道局と帝室林野局、それに北海道庁拓殖部の合意の下、1940年10月製の置戸森林鉄道32号を皮切りに、合計14両の鉄道省製機関車が北海道内の各森林鉄道へ供給された、ボールドウィン・ロコモティブ・ワークス製機関車のデッドコピー機の一つ。北海道庁に図面があったことと、森林鉄道向けとして好評であったことからこの形式がプロトタイプとして選定された。動輪のタイヤは鉄道省のラッセル車のものを転用するなど資材の入手性を考慮し、更にボイラー缶胴部を電気溶接組み立てとするなど、戦時体制下での製造であったためもあり、全体に簡素化した設計に改変されている。弁装置はアメリカ型スチーブンソン式、燃料は木材・石炭併燃。51号は当初置戸森林鉄道に配置されたが、1943年頃に本鉄道へ移管されている。
これら10両の内、18号は1928年に落合森林鉄道へ移管され、26・30・38号は1947年の林政統一後にそれぞれ上札鶴森林鉄道、渚滑森林鉄道、それに生田原森林鉄道へ移管され、30号は28号へ、38号は37号へそれぞれ改番された。
それら以外の6両はその後も武利意森林鉄道で継続使用された。19・36・49 - 51号については1949年に21・35・13 - 15号へ改番されている。
以後は1958年の全車廃車まで、13 - 15・20・21・35号の6両体制で運行された。

### 内燃機関車（ディーゼル機関車）
- 加藤型 - 5t車1両（1951年 - 1958年）
- 野村型 - 5t車2両（1951年 - 1958年）
- 酒井型
  - 5t車1両（1954年 - ）
  - 10t車1両（配置年不明 - ）
- 協三型
  - 5t車2両（1955年 - ）
  - 10t車4両（1958年 - ）
  - 15t車4両（1958年 - ）
  - 12t除雪車1両（1958年 - ）

### その他

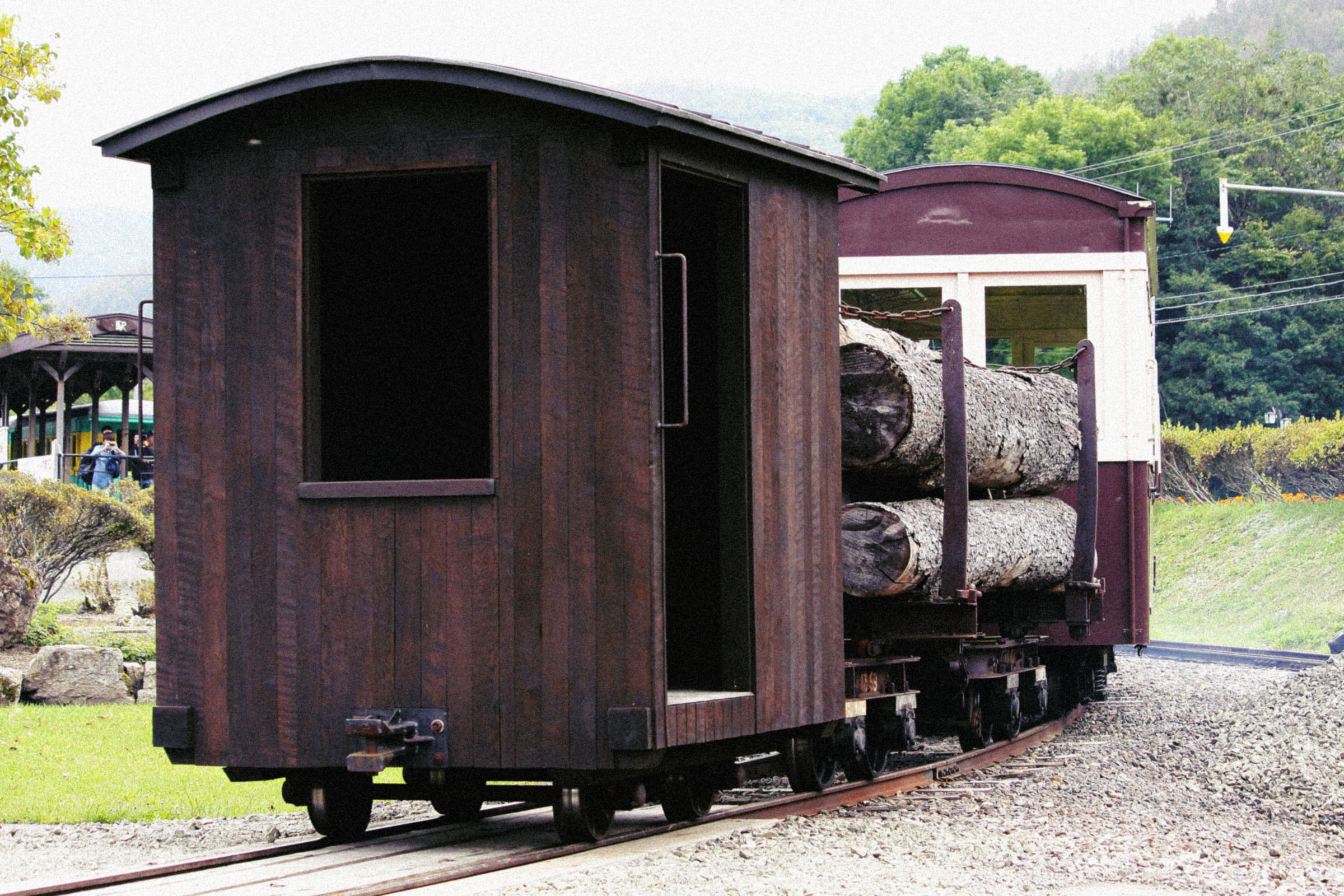
丸太を積載した運材台車と保存車を複製した緩急車（丸瀬布森林公園いこいの森）

- 鉄製運材台車 - 最大705台
- 付随車
  - 手押車（トロッコ） - 最大50台
  - 腕用車（ハンドカー） - 1台
  - モノコック車 - 最大30台
  - ガソリンカー - 5台
- 客車
  - 緩急車 - 最大3両
  - 客車 - 最大3両

## 歴史
- 1925年（大正14年） - 武利意森林鉄道建設決定。
- 1926年（大正15年） - 測量開始。
- 1927年（昭和2年）5月1日 - 工事開始。
- 1928年（昭和3年）7月2日 - 武利意幹線、カムイルベシベ（湯の沢）支線、トムルベシベ（上武利意）支線、五十一点沢軌道（一次）開通。
- 1934年（昭和9年） - 北海道庁直轄から同庁遠軽営林区署に移管
- 1935年（昭和10年） - 五十一点沢軌道廃止。
- 1941年（昭和16年） - 七の沢支線、五の沢軌道開通。
- 1942年（昭和17年） - 上丸瀬布線開通。
- 1943年（昭和18年） - 五十一点沢軌道（二次）開通。
- 1944年（昭和19年） - 十二の沢支線、小金沢軌道開通。
- 1947年（昭和22年）
  - 五十一点沢軌道廃止。
  - 林政統一及び内務省解散で北海道庁から農林省林野局に移管、新設の北見営林局丸瀬布営林署が所管。
- 1949年（昭和24年） - 上丸瀬布線、小金沢軌道、五の沢軌道廃止。
- 1950年（昭和25年） - 湯の沢支線廃止。
- 1951年（昭和26年） - ディーゼル機関車を導入、運用開始。
- 1952年（昭和27年） - 十の沢軌道開通。
- 1953年（昭和28年） - 十三の沢軌道開通。
- 1955年（昭和30年） - 十の沢軌道廃止。
- 1957年（昭和32年）
  - 濁川支線開通。
  - 蒸気機関車の運用を廃止、内燃機関車に統一。
- 1958年（昭和33年） - 十三の沢支線廃止。
- 1960年（昭和35年） - 濁川軌道開通、十二の沢支線廃止。
- 1961年（昭和36年） - 上武利意支線、七の沢支線廃止。
- 1962年（昭和37年）
  - 濁川支線、濁川軌道廃止。
  - 7月 - 武利意幹線休止。
- 1963年（昭和38年）
  - 4月1日 - 武利意幹線廃止。
  - 5月20日 - 森林鉄道輸送終了記念式（閉鉄式）挙行。

## 雨宮21号

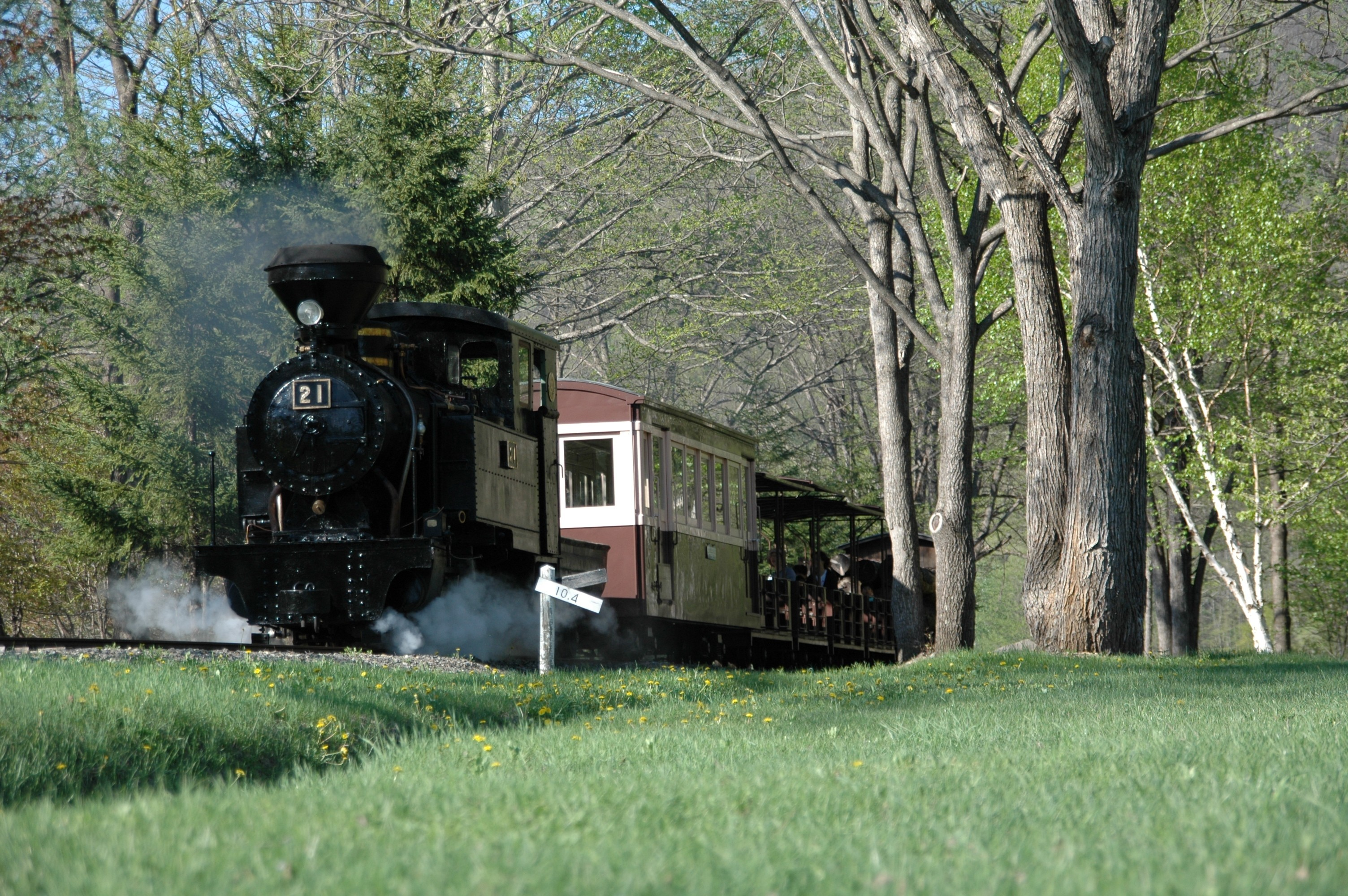
「丸瀬布森林公園いこいの森」園内軌道で動態保存されている「雨宮21号」

1957年の蒸気機関車運用廃止後、最後に残った21号機について、丸瀬布営林署は鉄くずとして解体処分することにしていたが、これを知った丸瀬布町連合青年団員ら町民有志が、町の基幹産業である林業の象徴であるとして急遽解体費用をカンパで立て替えて営林署に寄付し、解体は直前で阻止された。1961年5月13日に格納式の輸送納めとして、4年振りに武利意幹線を走行している。
その後丸瀬布営林署敷地内で保存されていたが、林野庁が研修施設の展示物として群馬県に運び出そうとしたため、町民と丸瀬布町役場が署名活動をして反対し再びこれを阻止した。
1976年に丸瀬布町が払い下げを受けて丸瀬布神社境内に移したあと、町は上武利地区に整備した丸瀬布森林公園いこいの森園内に、一部に旧武利意幹線の路盤を使用した軌道を建設するとともに、札幌交通機械で自走可能な状態に修復。1980年以降、丸太を積載した武利意森林鉄道の夕張製作所製運材台車と複製緩急車などを併結し、動態保存運転が行われている。